# Max Nyberg

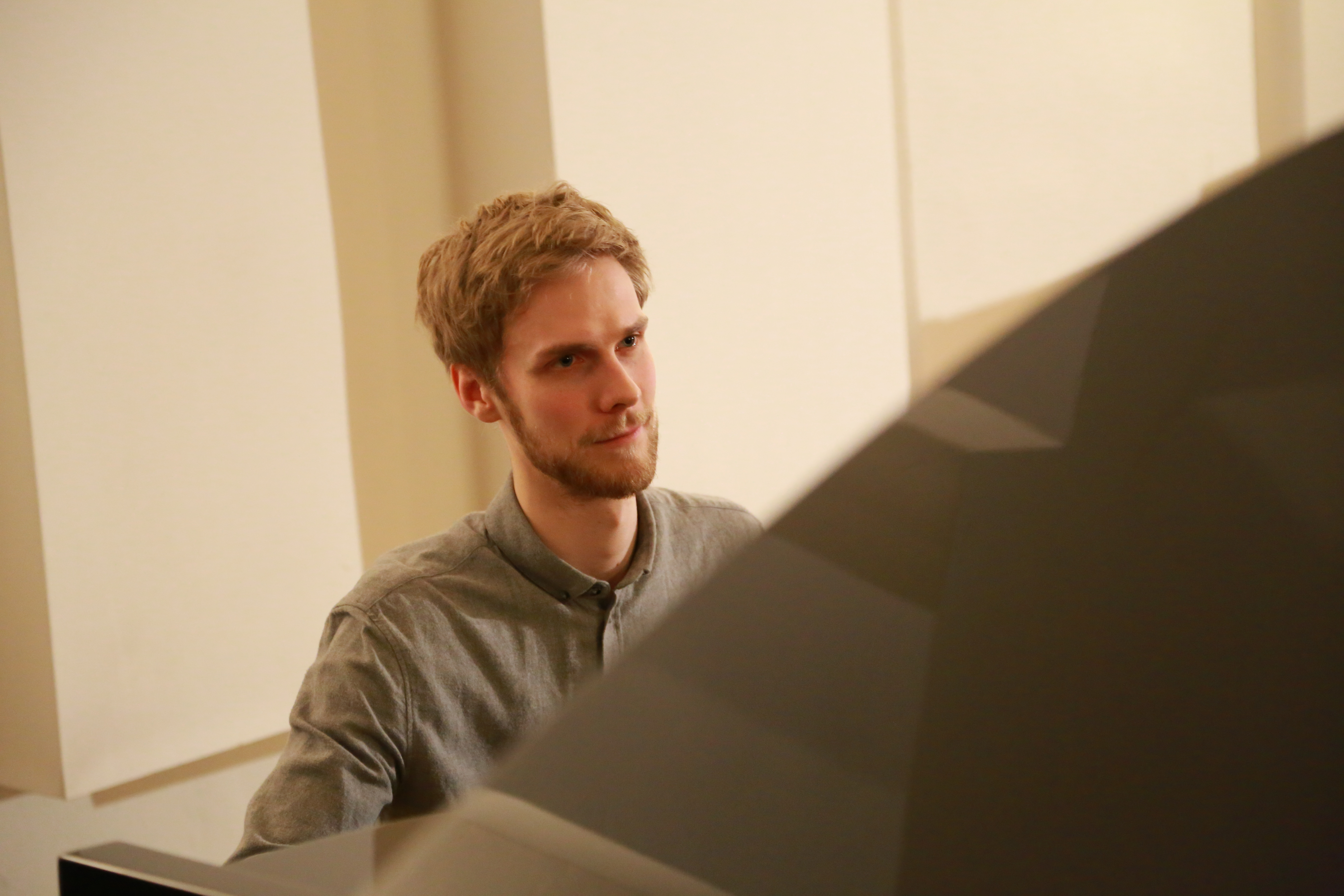
Max Nyberg (2016)

Max H. E. Nyberg (* 1992 in Lund) ist ein schwedischer Pianist und Komponist.

## Leben
Max Nyberg besuchte das Musikkonservatorium in Falun, wo er in der Klasse von Bengt Andersson Klavier, Jazz und Komposition studierte. Am 8. April 2011 – mit 19 Jahren – gab er sein vielbeachtetes Debüt mit dem Klavierkonzert Nr. 1 Es-Dur von Franz Liszt, einem der anspruchsvollsten Werke der Klavierliteratur, begleitet vom Gävle-Sinfonieorchester und Studenten des Konservatoriums Falun unter der Leitung von Fredrik Burstedt.
2011 bis 2014 setzte er seine Ausbildung am Barratt-Due-Musikinstitut in Oslo fort. Es folgte ein Studium an der Hochschule für Musik und Tanz Köln bei dem renommierten Pianisten Michael Rische, das er 2016 mit dem Master abschloss. Anschließend nahm er seinen Wohnsitz wieder in Oslo.
Seit 2020 ist er Dozent am Barratt-Due-Musikinstitut in Oslo.
Nyberg verfügt über eine außerordentliche Virtuosität, gepaart mit einer großen analytischen Klarheit. Zu seinem vielseitigen Repertoire gehören klassische Werke von Bach, Mozart, Beethoven, Liszt, Brahms, Grieg und Schönberg bis hin zu Werken der zeitgenössischen Avantgarde, aber auch Musik, die von Jazz und Pop inspiriert ist. Seine Konzerte führten ihn bereits in zahlreiche Städte Europas, für seine Interpretationen erhielt er mehrere Preise und Auszeichnungen. Er gilt als „eigenwillige Künstlerpersönlichkeit“, als „nachdenklicher, analytischer, jenseits des Mainstreams positionierter Musikertyp“.
Max Nyberg ist der Bruder des Jazz-Musikers Karl Nyberg (Saxophon und Klarinette), mit dem er gelegentlich auch gemeinsam auftritt.

## Kompositionen (Auswahl)
- Five Narratives für Bassklarinette und Klavier (2011), Alea Publishing, Tacoma, Washington[5]
- AHA für Klaviertrio oder Klavier solo (2016)
- M1 für Klavier solo (2016)

## Auszeichnungen (Auswahl)
- 9. Internationaler Klavierwettbewerb „J. S. Bach“, Würzburg 2016, Diplom und Sonderpreis für die Interpretation des 6-stimmigen Ricercar aus dem Musikalischen Opfer BWV1079.[6][7]

## Diskographie (Auswahl)
- 2018: Mia Brentano’s Hidden Sea: 20 Songs for 2 Pianos; mit Benyamin Nuss & Max Nyberg (Klavier)[8] sowie Asja Valčić (Violoncello) – Mons Records
- 2022: Farrago. Glossolalia; mit Max Nyberg (Klavier) & Karl Nyberg (Saxophon) – Mons Records